# Redpath Peaks
Redpath Peaks är en bergstopp i Antarktis. Den ligger i Västantarktis. Chile gör anspråk på området. Toppen på Redpath Peaks är 1 204 meter över havet, eller 31 meter över den omgivande terrängen. Bredden vid basen är 1,4 km.
Terrängen runt Redpath Peaks är platt åt sydost, men åt nordväst är den kuperad. Trakten är glest befolkad. Närmaste befolkade plats är Arturo Parodi Station, 15,8 kilometer norr om Redpath Peaks.